# 北野うし
北野 うし（きたの うし、1873年（明治6年）9月 - 1963年（昭和38年））は、女義太夫の太夫（語り手）。
ビートたけしら有名人を輩出した北野家の祖である。

## 人物
1873年9月、徳島城下の通町で粉問屋を営む北野鶴藏の娘として生まれた。実家は裕福な商家であったと伝えられる。その後、女義太夫の太夫となり、芸名竹本八重子を名乗る。日本では明治20年代から30年代にかけて娘義太夫が大流行し、うしも花形の一人であったという。
折からの不況で家計を助けるために1892年に上京。以後は東京各地の寄席に出演していた。
明治後期に娘義太夫を引退し、息子の徳次郎をもうける。
大正後期、成人した徳次郎は明治大学を卒業後セメント会社に勤務し、北野家はある程度裕福であったとされる。この時期うしは義太夫の指導をしていたが、名家を訪ねたときに奉公に来ていた機転の良い娘を知り、養女にして息子の妻に迎えた。この娘が小宮さき（千葉県市原市出身）で、1923年1月に徳次郎と結婚。しかし同年8月18日に不幸にも徳次郎が虫垂炎に罹り急死したため、替わりにうしの実の甥で腕の良い漆職人（後にペンキ職人）正端菊次郎を1925年8月17日婿に迎え北野家を継がせた。
その菊次郎とさきの夫婦には、北野重一（1927-2012、宇野製作所取締役営業本部長も務めた）、大（明治大学名誉教授）、末っ子の武（お笑い芸人のビートたけし）ら合計で5人の子供（残る2人の内1人は中山（旧姓・北野）安子、もう1人は幼少期に末っ子の武の生誕前に死去）が生まれた。うしはたけしら兄弟の父方の大叔母であり、母方の養祖母である。
さき、大やたけしの著書や発言によれば、菊次郎は仕事の腕が良い反面、酒癖が悪く浪費家で、菊次郎とさきの結婚後の北野家は貧しかったとのことであり、うしも苦労したという。
晩年にかけても家で義太夫の講師を務めたこともあったという。たけしは、自らの芸人の才覚はうしから受け継いだものだと語っている。
『菊次郎とさき』・『たけしくん、ハイ!』（以上ビートたけし著）、『なぜか、たけしの兄です』（北野大著）などの、北野兄弟による小説やエッセイに彼女が登場する。
1963年死去。享年90歳。墓所は葛飾区小菅の蓮昌寺。

## 北野うしを演じた人物
- 千石規子（『たけしくん、ハイ!』『続たけしくん、ハイ!』／日本放送協会）
- 樹木希林（『菊次郎とさき（スペシャルドラマ版）』／テレビ朝日）
- 草笛光子（『菊次郎とさき（レギュラー放送版」）』／テレビ朝日）
- 吉行和子（『菊次郎とさき（2007年レギュラー放送版）』／テレビ朝日）